# Magdeburger Straßen/H
Nachfolgend werden Bedeutungen und Umstände der Namengebung von Magdeburger Straßen und ihre Geschichte aufgezeigt. Aktuell gültige Straßenbenennungen sind in Fettschrift angegeben, nach Umbenennung oder Überbauung nicht mehr gültige Bezeichnungen in Kursivschrift. Soweit möglich werden auch bestehende oder ehemalige Institutionen, Denkmäler, besondere Bauten oder bekannte Bewohnerinnen und Bewohner aufgeführt.
Die Liste erhebt vorerst keinen Anspruch auf Vollständigkeit.
Haalstraße; Stadtteil Nordwest; PLZ 39128
Heute: Rembrandtweg
Diese Straße war nach dem bei der Firma Junkers & Co. beschäftigten Piloten Erich Haal benannt. In dieser als Junkerssiedlung bezeichneten Wohngegend waren diverse Straßen nach Mitarbeitern der Junkerswerke benannt.
Habichtweg; Stadtteil Cracau; PLZ 39114
Die Straße ist nach der Vogelart Habicht benannt.
Hadmersleber Straße; Stadtteil Salbke; PLZ 39122
Die Straße ist nach dem bei Oschersleben in Sachsen-Anhalt gelegenen Ort Hadmersleben benannt.
Haeckelstraße; Stadtteil Altstadt; PLZ 39104
Vormals: Scharnhorststraße
Die Straße ist nach dem deutschen Zoologen und Philosophen Ernst Haeckel benannt.
Hängelsbreite; Stadtteil Ottersleben; PLZ 39116
früher Bierweg
benannt nach den in der Nähe liegenden Hängelsbergen
Haenichenstraße; Stadtteil Nordwest; PLZ 39128
Heute: Haferbreite
Diese Straße war nach dem bei der Firma Junkers & Co. beschäftigten Piloten Martin Haenichen benannt. In dieser als Junkerssiedlung bezeichneten Wohngegend waren diverse Straßen nach Mitarbeitern der Junkerswerke benannt.
Hafenstraße; Stadtteil Alte Neustadt; PLZ 39106
Die Straße führte vom Stadtteil Alte Neustadt in den Magdeburger Handelshafen und erhielt daher ihren Namen. Heute endet sie an der neu gebauten Theodor-Kozlowski-Straße.
Haferbreite; Stadtteil Nordwest; PLZ 39128
Vormals: Haenichenstraße
Benannt nach der Getreidart Hafer.
Hagebuttenweg; Stadtteil Hopfengarten; PLZ 39120
Vormals: Harald-Privatweg
Benannt nach den Früchten verschiedener Rosenarten, den Hagebutten.
Hagedornstraße; Stadtteil Reform; PLZ 39118
Die Verlängerung des Tulpenweges wurde 1936 nach dem Chirurgen Werner Hagedorn benannt.
Hahnemannstraße; Stadtteil Reform; PLZ 39118
Benannt nach dem deutschen Arzt und Begründer der Homöopathie Samuel Hahnemann.
Hakeborner Straße; Stadtteil Sudenburg; PLZ 39112
Vormals: Cochstedter Straße (deren westlicher Teil)
Benannt nach dem am Hakel in Sachsen-Anhalt gelegenen Dorf Hakeborn.
Hakenstedter Weg; Stadtteil Stadtfeld West; PLZ 39110
Benannt nach dem in der Magdeburger Börde gelegenen Dorf Hakenstedt.
Halberstädter Chaussee; Stadtteile Sudenburg und Ottersleben; PLZ 39116
Vormals: Halberstädter Straße
Die Straße ist nach der nördlich des Harzes gelegenen Stadt Halberstadt benannt. Ursprünglich führte diese Straße als Verlängerung der Halberstädter Straße von Magdeburg nach Halberstadt. Durch den Bau des Magdeburger Rings in den 1970er Jahren verlor die Straße jedoch ihre Bedeutung als Fernverkehrsstraße. Nach der Eingemeindung Otterslebens nach Magdeburg dürfte die Straße in Chaussee umbenannt worden sein, um Verwechslungen zu vermeiden.
Halberstädter Straße; Stadtteile Leipziger Straße und Sudenburg; PLZ 39112
Heute:
- Halberstädter Chaussee (südlicher Teil der ehemaligen Halberstädter Straße)
- Hallische Straße (nördlichster Teil der ehemaligen Halberstädter Straße)
- Herbert-Stauch-Straße (nördliches Teilstück der ehemaligen Halberstädter Straße)

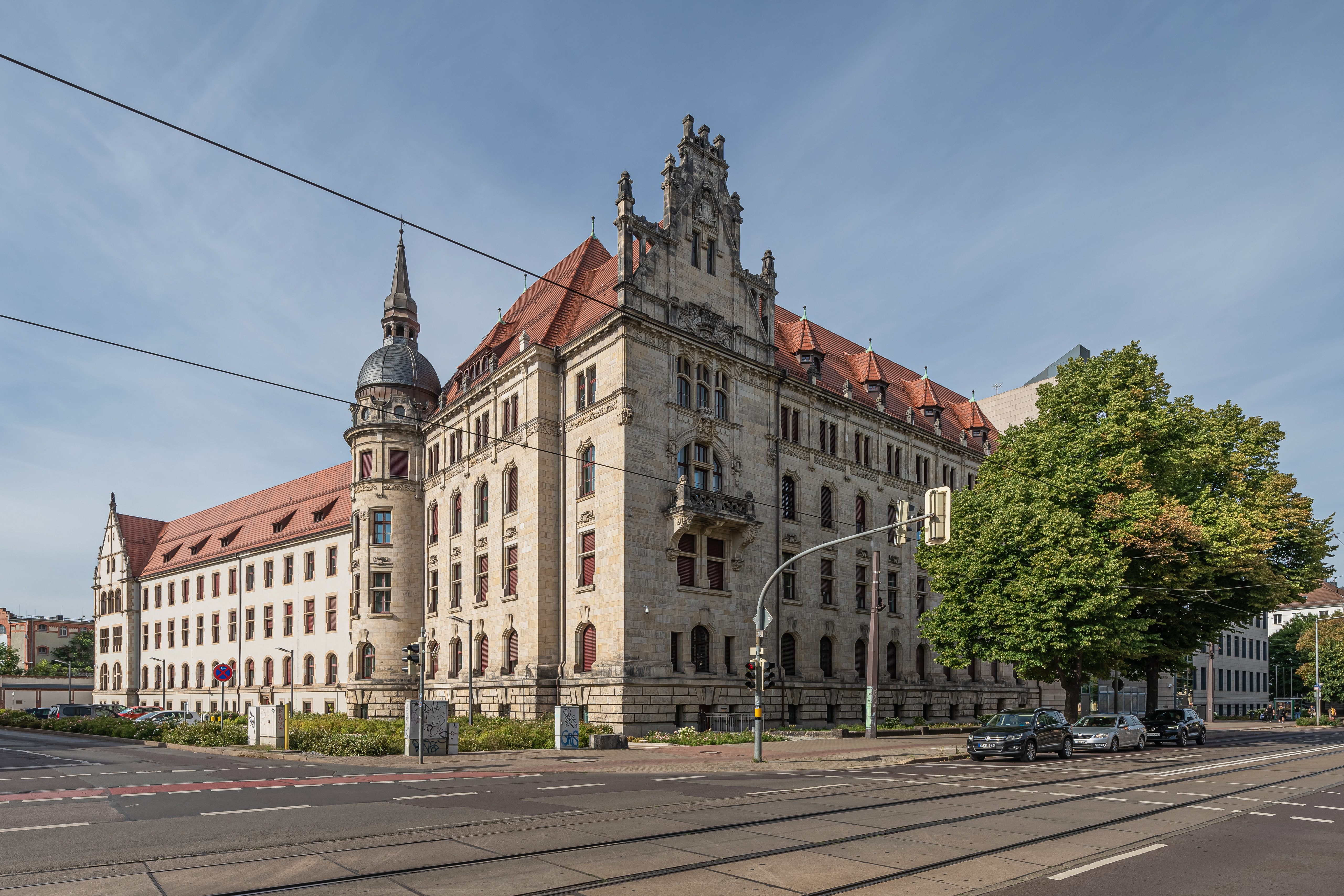
Landgericht Magdeburg

Die Straße ist nach der nördlich des Harzes gelegenen Stadt Halberstadt benannt. Ursprünglich führte diese Straße nach Halberstadt. Durch den Bau des Magdeburger Rings in den 1970er Jahren verlor die Straße jedoch ihre Bedeutung als Fernverkehrsstraße.
Institutionen, Bauwerke, Denkmäler:
- Haus Nr. 8, Landgericht Magdeburg, erbaut von 1900 bis 1906, teilweiser Wiederaufbau 2001.

Haldensleber Straße; Stadtteil Neue Neustadt; PLZ 39124
Vormals: Neuhaldensleber Straße
Benannt nach der nordwestlich von Magdeburg gelegenen Stadt Haldensleben.
Hallesche Straße; Stadtteil Buckau; PLZ 39104
Heute: Porsestraße
Die Straße war nach der größten Stadt des heutigen Landes Sachsen-Anhalt Halle (Saale) benannt.
Hallische Straße; Stadtteil Altstadt; PLZ 39104
Vormals: Halberstädter Straße
Heute: Herbert-Stauch-Straße (ehemaliger südlicher Teil der Hallischen Straße)
Die Straße ist nach der größten Stadt des Landes Sachsen-Anhalt Halle (Saale) benannt.
Bekannte Personen, die hier lebten:
- August Bratfisch; Maler und Graphiker, wohnte zumindest Ende der 1930er Jahre im Haus Hallische Straße Nr. 12.

Hamburger Damm; Stadtteil Gewerbegebiet Nord (zum Hansehafen); PLZ 39126
Hamburger Straße; Stadtteil Neue Neustadt; PLZ 39124
Benannt nach der deutschen Stadt Hamburg.
Hammersteinweg; Stadtteil Altstadt; PLZ 39104
Vormals: General-Busse-Weg
Der Weg ist nach dem deutschen Generaloberst Kurt Freiherr von Hammerstein-Equord benannt, der zum Widerstand gegen das nationalsozialistische Regime gehörte.
Hamsterbreite; Stadtteil Hopfengarten; PLZ 39120
Vormals: Gablonzer Straße
Die Straße wurde nach dem Nagetier Hamster benannt. In der Nachbarschaft befinden sich diverse weitere nach Säugetieren benannte Straßen (z. B. Hirschbreite, Otternweg)
Hannoversche Straße; Stadtteile Stadtfeld West und Diesdorf; PLZ 39110
Benannt nach der niedersächsischen Landeshauptstadt Hannover.
Hanns-Eisler-Platz; Stadtteil Kannenstieg; PLZ 39128
Der Platz ist nach dem Komponisten Hanns Eisler benannt.
Hans-Behrendt-Weg; Stadtteil Salbke; PLZ 39122
Entsprechend der Straßennamenskartei des Stadtarchivs Magdeburg wurde der Weg 1923 nach dem Oberregierungs- und Baurat Hans Behrendt (1859–1939) benannt, der an der Anlage der Siedlung Lüttgen-Salbke mitgewirkt hat.
Hans-Beimler-Straße; Stadtteil Neustädter Feld; PLZ 39128
Heute: Ulnerstraße
Diese Straße war in der Zeit der DDR nach dem KPD-Politiker und Widerstandskämpfer gegen den Nationalsozialismus Hans Beimler benannt.
Hans-Fallada-Straße; Stadtteil Prester; PLZ 39114
Benannt nach dem deutschen Schriftsteller Hans Fallada.
Hans-Grade-Straße; Stadtteil Neu Olvenstedt; PLZ 39130
Die Straße ist nach dem deutschen Flugpionier Hans Grade benannt, der 1908 in Magdeburg-Cracau den ersten Motorflug in Deutschland durchführte.
Hans-Grundig-Straße; Stadtteil Kannenstieg; PLZ 39128
Benannt nach dem deutschen Maler und Graphiker Hans Grundig.
Hans-Hauschulz-Straße; Stadtteil Reform; PLZ 39118
heute: (seit 9. Januar 2003) Galileostraße
Benannt nach dem SED-Politiker Hans Hauschulz. Diesen Namen trug die Straße bis zum 9. Januar 2003. Auf Antrag der Ratsfraktionen von SPD und CDU im Jahr 2001 wurde jedoch ein Umbenennungsverfahren eingeleitet. Hintergrund waren gegen Hauschulz erhobene Vorwürfe, nach denen er in Maßnahmen stalinistischer Verfolgungen verwickelt war.
In den 1950er Jahren trug die Kölner Straße diesen Namen.
Hans-Löscher-Straße; Stadtteil Stadtfeld Ost; PLZ 39108
Vormals: Belfortstraße
Benannt nach dem Pädagogen und Schriftsteller Gustav Robert Löscher, der unter dem Pseudonym Hans Löscher arbeitete.
Bekannte Personen, die hier lebten:
- Ernst Daube; deutscher Schriftsteller und Dichter, lebte um 1914 und 1916 in der Belfortstraße Nr. 32 I (damals südliches Eckgebäude zur Annastraße).

Hans-Schemm-Straße; Stadtteil Alte Neustadt; PLZ 39106
Vormals: Bötticherstraße
Später: Bötticherstraße
Diese Straße war in der Zeit des Nationalsozialismus nach dem NSDAP-Politiker Hans Schemm benannt. In der Zeit der DDR wurde sie dann zunächst umbenannt, später jedoch im Zuge der Erweiterung der Technischen Hochschule und jetzigen Otto-von-Guericke-Universität überbaut. Sie verlief ursprünglich vom Pfälzer Platz direkt in Richtung Elbe.
Hans-Waldbach-Straße; Stadtteil Leipziger Straße; PLZ 39112
Vormals: Schäfferstraße (bis 1. Juli 1954)
Heute: Schäfferstraße
Die Straße war nach dem Mitarbeiter des Ministeriums für Staatssicherheit der DDR (MfS) Johann Waldbach benannt. Waldbach war beim Aufstand vom 17. Juni 1953 auf dem Gelände der Haftanstalt Sudenburg durch einen Kopfschuss umgekommen. Auf Antrag der Staatssicherheit beschloss der Magdeburger Stadtrat am 23. Juni 1954 zu Ehren von Johann Waldbach die Schäfferstraße umzubenennen. Nach dem Ende der DDR wurde sie wieder in Schäfferstraße umbenannt.
Hansapark; Stadtteil Sudenburg; PLZ 39116
 ?
Hansastraße; Stadtteil Alte Neustadt; PLZ 39106
 ?
Hansheinrich-Kummerow-Straße; Stadtteil Neustädter Feld; PLZ 39128
Heute: Resewitzstraße
Diese Straße war nach dem Widerstandskämpfer gegen den Nationalsozialismus Hansheinrich Kummerow benannt, erhielt jedoch nach dem Ende der DDR einen neuen Namen.
Harald-Privatweg; Stadtteil Hopfengarten; PLZ 39120
Heute: Hagebuttenweg
Das benachbarte Friedrich Krupp AG Grusonwerk errichtete hier auf einem ursprünglich für eine mögliche Werkserweiterung vorgesehenen Gelände Häuser und Wohnungen für Werksangehörige. Bis 1938 wurden insgesamt 5 Bauabschnitte in der näheren Umgebung errichtet. 7 Straßen der ersten Bauabschnitte erhielten die Vornamen von 7 Kindern der Familie Krupp. Der Harald-Privatweg war somit dem 1916 geborenen Harald Krupp von Bohlen und Halbach gewidmet.
Harbker Straße; Stadtteil Stadtfeld West; PLZ 39110
Benannt nach dem südlich von Helmstedt in Sachsen-Anhalt gelegenen Dorf Harbke.
Hardenbergstraße; Stadtteil Stadtfeld Ost; PLZ 39108
Benannt nach dem preußischen Politiker Karl August Fürst von Hardenberg

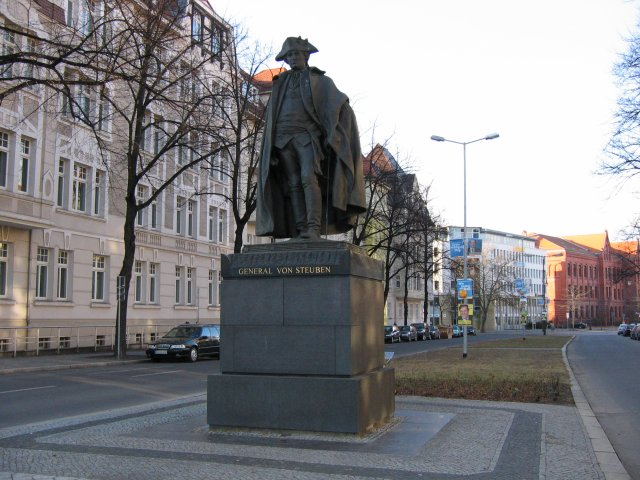
Steubendenkmal

Harnackstraße; Stadtteil Altstadt; PLZ 39104
Vormals: Fürst-Leopold-Straße
Die Straße ist nach dem Widerstandskämpfer gegen den Nationalsozialismus Arvid Harnack benannt.
Institutionen, Bauwerke, Denkmäler:
- Denkmal für General Friedrich Wilhelm von Steuben.

Harro-Schulze-Boysen-Straße; Stadtteil Sudenburg; PLZ 39116
Benannt nach dem Widerstandskämpfer gegen den Nationalsozialismus Harro Schulze-Boysen.
Harsdorfer Berg; Stadtteil Stadtfeld West; PLZ 39110
Benannt nach dem ursprünglich in diesem Gebiet befindlichen Dorf Harsdorf. Harsdorf wurde bereits um 900 erwähnt, später jedoch zur Wüstung und existiert heute nicht mehr.
Harsdorfer Platz; Stadtteil Stadtfeld West; PLZ 39110
Benannt nach dem ursprünglich in diesem Gebiet befindlichen Dorf Harsdorf. Harsdorf wurde bereits um 900 erwähnt, später jedoch zur Wüstung und existiert heute nicht mehr.
Harsdorfer Straße; Stadtteile Stadtfeld West und Stadtfeld Ost; PLZ 39110 und 39108
Benannt nach dem ursprünglich in diesem Gebiet befindlichen Dorf Harsdorf. Harsdorf wurde bereits um 900 erwähnt, später jedoch zur Wüstung und existiert heute nicht mehr.
Harsdorfer Worthen; Stadtteil Stadtfeld West; PLZ 39110
Benannt nach dem ursprünglich in diesem Gebiet befindlichen Dorf Harsdorf. Harsdorf wurde bereits um 900 erwähnt, später jedoch zur Wüstung und existiert heute nicht mehr.
Hartstraße; Stadtteil Altstadt; PLZ 39104
Bis zur Zerstörung Magdeburgs im Jahr 1631 befand sich vor dem Haus Alter Markt 14 eine Hirschsäule. Die Bedeutung des Hirsches ist umstritten. Von diesem Denkmal leitet die Straße ihre Bezeichnung ab. Durch Missverständnisse wurde aus der umgangssprachlichen „Hirschstraße“ die Hartstraße, die bis heute diesen Namen trägt.
Harzburger Straße; Stadtteil Lemsdorf; PLZ 39118
Benannt nach der im Harz in Niedersachsen gelegenen Stadt Bad Harzburg.
Hasenbreite; Stadtteil Prester; PLZ 39114
Benannt nach der zu den Säugetieren gehörenden Familie der Hasen.
Hasenpflugstraße; Stadtteil Nordwest; PLZ 39128
Die Straße wurde nach dem Maler Carl Hasenpflug (1802–1858) benannt.
Hasselbachplatz; Stadtteil Altstadt; PLZ 39104
Vormals: Gabelung (bis 1890)
Benannt nach dem Magdeburger Oberbürgermeister Carl Gustav Friedrich Hasselbach.
Hasselbachstraße; Stadtteil Altstadt; PLZ 39104
Benannt nach dem Magdeburger Oberbürgermeister Carl Gustav Friedrich Hasselbach.
Hasselmannstraße; Stadtteil Nordwest; PLZ 39128
Heute: Rapsbreite
Diese Straße war nach dem bei der Firma Junkers & Co. beschäftigten Piloten Hermann Hasselmann benannt. In dieser als Junkerssiedlung bezeichneten Wohngegend waren diverse Straßen nach Mitarbeitern der Junkerswerke benannt.
Hauffstraße; Stadtteil Herrenkrug; PLZ 39114
Die Straße ist nach dem deutschen Schriftsteller Wilhelm Hauff benannt.
Hauptmann-Loeper-Straße; Stadtteil Alt Olvenstedt; PLZ 39130
Heute: ?
Diese Straße war nach dem 1935 verstorbenen Gauleiter der NSDAP Wilhelm Friedrich Loeper benannt.
Hauptmann-Loeper-Straße; Stadtteil Ottersleben; PLZ 39116
Heute: ?
Diese Straße war nach dem 1935 verstorbenen Gauleiter der NSDAP Wilhelm Friedrich Loeper benannt.
Hauptstraße; Stadtteil Beyendorf-Sohlen; PLZ 39122
Heute: Sohlener Hauptstraße
Die Straße verläuft als Hauptstraße durch den zum Stadtteil Beyendorf-Sohlen gehörenden Ortsteil Sohlen und trägt daher ihre Bezeichnung. Die Bezeichnung Sohlener wurde nach der Eingemeindung Beyendorf-Sohlen hinzugesetzt, um eine Verwechslung mit einer im Stadtgebiet bereits bestehenden gleichnamigen Straße zu vermeiden.
Hauptstraße; Stadtteil Pechau; PLZ 39114
Bei dieser Straße handelt es sich um die Hauptstraße des 1994 nach Magdeburg eingemeindeten Dorfes Pechau.
Hauswaldtstraße; Stadtteil Neue Neustadt; PLZ 39124
Heute: Rostocker Straße
Diese Straße war nach dem Kaufmann und Neustädter Kommunalpolitiker Johann Wilhelm Hauswaldt (1846–1900) benannt.
Havelstraße; Stadtteile Rothensee und Industriehafen; PLZ 39126
Benannt nach dem Fluss Havel.
Institutionen, Sehenswürdigkeiten, Denkmäler:
In Erinnerung an das KZ Magda befindet sich in der Nähe des ursprünglichen Standorts des Konzentrationslager ein Mahnmal.
Haverlaher Straße; Stadtteil Stadtfeld West; PLZ 39110
Vormals: Langemarckstraße
Die Straße wurde nach dem westlich von Salzgitter in Niedersachsen gelegenen Ort Haverlah benannt.
Haydnplatz; Stadtteil Alte Neustadt; PLZ 39106
Vormals: Skagerrakplatz
Heute: Henning-von-Tresckow-Straße (östlicher Teil des Haydnplatzes)
Benannt nach dem Komponisten Joseph Haydn.
Hebbelstraße; Stadtteil Stadtfeld Ost; PLZ 39108
Die Straße wurde nach dem deutschen Dramatiker Friedrich Hebbel benannt.
Heckenweg; Stadtteil Reform; PLZ 39118
In der näheren Umgebung sind die Straßen vor allem nach Pflanzen benannt. So wurde für diese Straße als Name die Bepflanzungart Hecke gewählt.

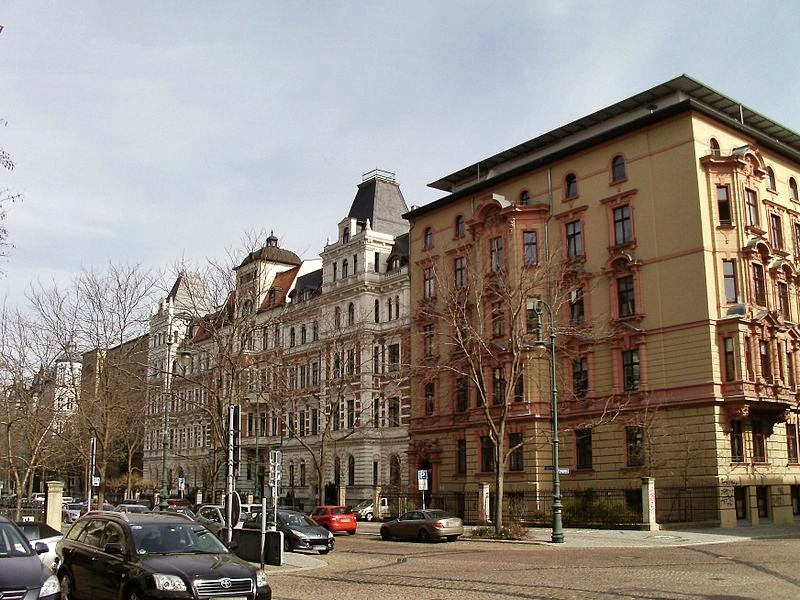
Häuserzeile in der Hegelstraße

Hecklinger Straße; Stadtteil Leipziger Straße; PLZ 39112
Benannt nach der westlich von Staßfurt gelegenen Stadt Hecklingen.
Hegelstraße; Stadtteil Altstadt; PLZ 39104

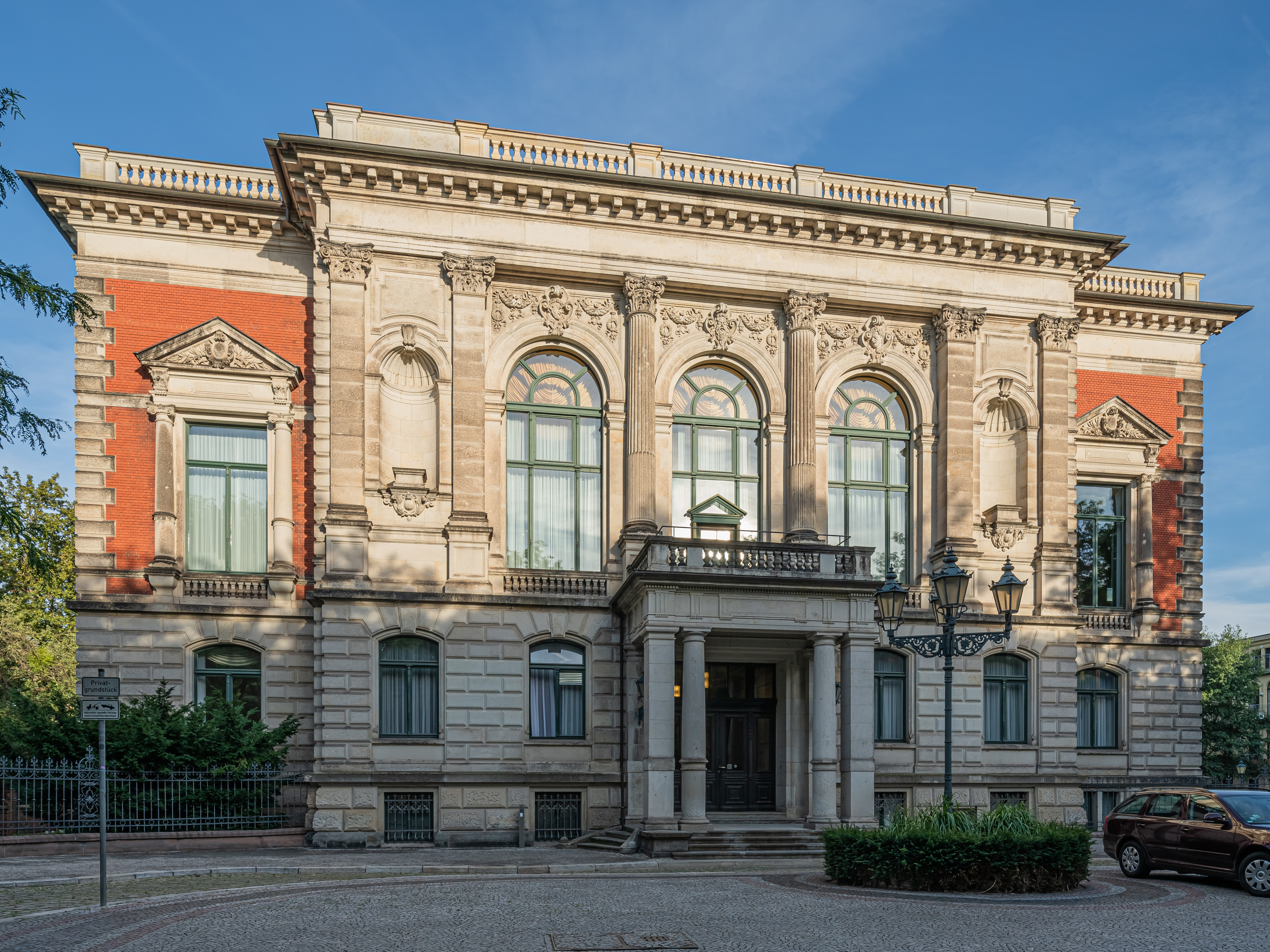
Palais am Fürstenwall in der Hegelstraße

Vormals: Augustastraße
Die Straße ist nach dem deutschen Philosophen Georg Wilhelm Friedrich Hegel benannt.
Bekannte Personen, die hier lebten:
- Hermann Gruson; Industrieller, wohnte vor seinem Tod 1895 in der damaligen Augustastraße Nr. 1.
- Adolph Moritz List; Industrieller, wohnte vor seinem Tod 1938 in der damaligen Augustastraße Nr. 4.
- Werner Priegnitz; Magdeburger Heimatforscher, lebte zumindest um 1939 in der damaligen Augustastraße Nr. 11. Hier befand sich auch der von ihm von seinem Vater übernommene Handelsbetrieb für elektrotechnische Bedarfsartikel, der zuvor in der Sternstraße ansässig war.
- Friedrich Bertram Sixt von Armin; General, unterhielt hier zumindest im Zeitraum 1914 bis 1916 an der damaligen Adresse Augustastraße Nr. 42 eine Wohnung.

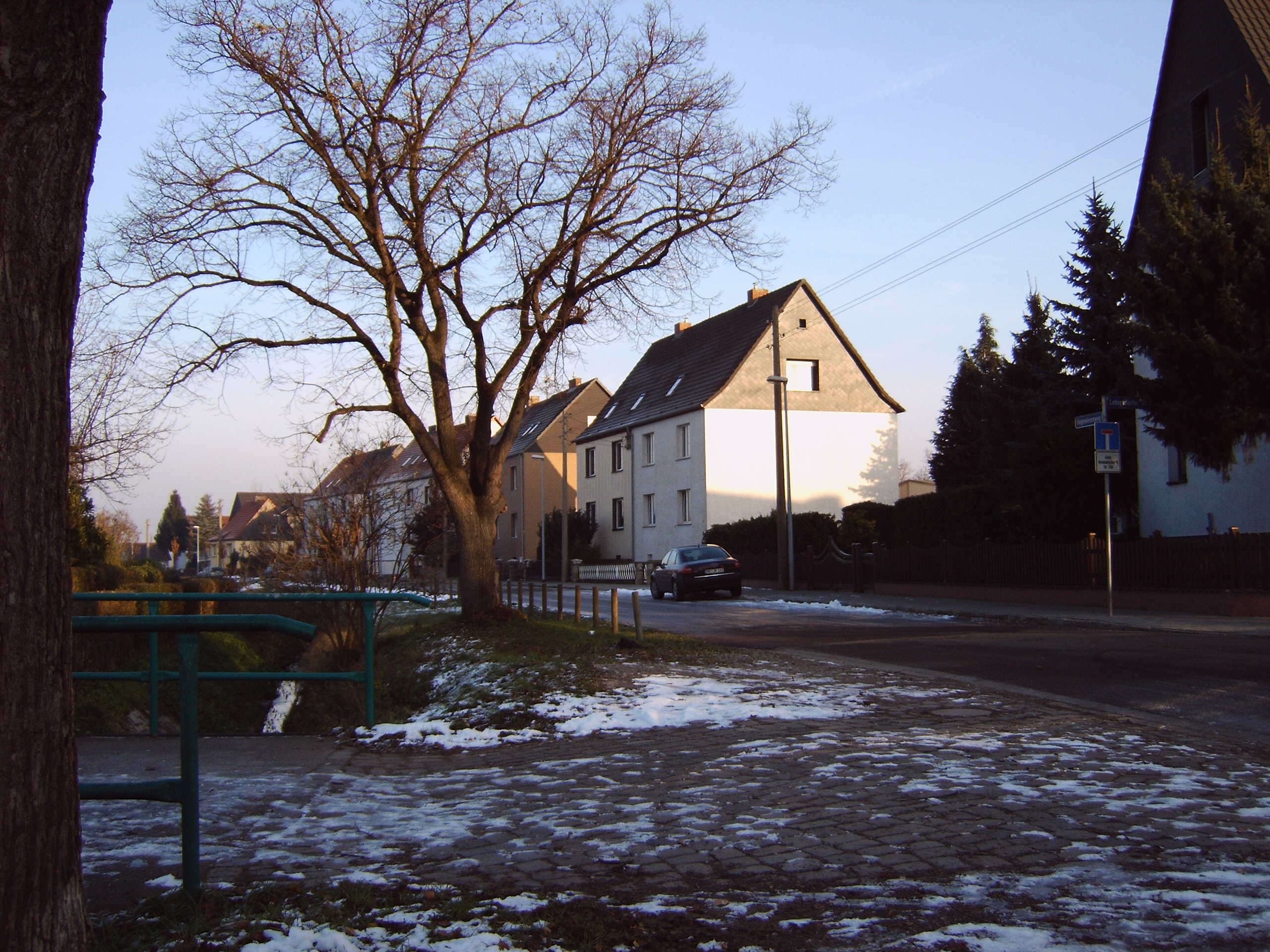
Hegewiesenweg

Hegewiesenweg; Stadtteile Alt Olvenstedt und Neu Olvenstedt; PLZ 39130
 ?
Heidestraße; Stadtteil Alt Olvenstedt; PLZ 39130
Heute: ?
 ?
Heidestraße; Stadtteil Sudenburg; PLZ 39112
Vormals: Kurfürstenstraße (bis 1948)
Benannt nach dem 1943 in Haft verstorbenen Widerstandskämpfer gegen den Nationalsozialismus Erich Heide.
Heideweg; Stadtteil Neustädter See; PLZ 39126
Vormals: Leimer-Privatweg
 ?
Heiligegeiststraße; Stadtteil Altstadt; PLZ 39104
Diese Straße verlief ursprünglich in der Verlängerung der Bärstraße parallel zur Großen Klosterstraße in Richtung Fürstenwall. Der Name stammt von der ursprünglich in der Nähe gelegenen Heilig-Geist-Kirche, die jedoch 1959 gesprengt wurde. Im Zweiten Weltkrieg wurde dieses Gebiet schwer zerstört. Der Wiederaufbau der Stadt hielt sich nicht an die gewachsene städtische Struktur, da eine neue sozialistische Großstadt geschaffen werden sollte. Die Heiligegeiststraße wurde überbaut. An ihrer Stelle befindet sich heute ein Park und ein DDR-Plattenbau.
Bekannte Personen, die hier lebten:
- Karl Christoph Gottlieb Zerrenner; deutscher Pädagoge und Theologe lebte um 1817 und 1823 in der Nr. 4

Heimat-Privatstraße; Stadtteil Stadtfeld Ost; PLZ 39108
Der Name der Straße erinnert an die Magdeburger Heimat Gemeinnützige Bau- und Siedlungsgesellschaft mbh. Diese Baugesellschaft errichtete 1929 die heute als Wohnanlage Goldschmidtring bezeichnete Wohnsiedlung, in der sich die Straße befindet.
Heimweg; Stadtteil Diesdorf; PLZ 39110
 ?
Heinrich-Germer-Straße; Stadtteil Nordwest; PLZ 39128
Vormals: Hugo-Junkers-Allee
Heute: Hugo-Junkers-Allee
Die Straße war nach dem SED-Politiker und Stadtrat für Volksbildung und Kultur, Heinrich Germer, benannt.
Heinrich-Heine-Platz; Stadtteil Werder; PLZ 39114
Vormals: Flandernplatz
Benannt nach dem deutschen Schriftsteller Heinrich Heine.
Institutionen, Bauwerke, Denkmäler:
- Württemberg, Museumsschiff, Seitenraddampfer, erbaut von 1908/1909.
- Stadthalle Magdeburg

Heinrich-Heine-Straße; Stadtteil Ottersleben; PLZ 39116
Heute: Albrecht-Thaer-Straße
Diese Straße war nach dem deutschen Schriftsteller Heinrich Heine benannt.
Heinrich-Heine-Weg; Stadtteil Werder; PLZ 39114
Vormals:
- Schanzenweg
- Sixt-von-Arnim-Weg

Benannt nach dem deutschen Schriftsteller Heinrich Heine.
Heinrich-Mundlos-Ring; Stadtteil Neue Neustadt; PLZ 39124
Die Straße wurde mit Beschluss des Stadtrates vom 16. Oktober 2006 nach dem Magdeburger Nähmaschinenfabrikanten Heinrich Mundlos (1836–1928) benannt. Das Gebiet des Bebauungsplanes, auf dem die neu entstehende Straße liegt, befindet sich im Bereich des ehemaligen Betriebsgeländes der Firma Heinrich Mundlos & Co. Mit Schreiben vom 5. Juli 2006 teilte die Firma Onnen und Onnen mit, dass der Investor daher die Benennung der Straße als Heinrich-Mundlos-Straße oder Heinrich-Mundlos-Ring vorschlage. Die Stadtverwaltung schlug dem Stadtrat die Variante Ring vor. Eine Beteiligung der Öffentlichkeit des Stadtteils über die AG Gemeinwesenarbeit erfolgte nicht, da diese erst wieder im November tagen wollte. Der Vorstand soll dem Vorschlag jedoch grundsätzlich zugestimmt haben. Die Stadtverwaltung führte als Begründung der Benennung an, die vor allem in der Zeit zwischen den Weltkriegen weit verbreiteten Produkte der Firma Mundlos hätten bei vielen eine positive Wahrnehmung Magdeburgs bewirkt.
Heinrich-Schmutze-Straße; Stadtteil Neu Olvenstedt; PLZ 39130
Die Straße wurde nach dem Ingenieurhauptmann und Erbauer des Magdeburger Rathauses Heinrich Schmutze benannt.
Heinrich-Wunderling-Straße; Stadtteil Ottersleben; PLZ 39116
 ?
Heinrich-Zille-Straße; Stadtteil Stadtfeld West; PLZ 39110
Vormals: Paul-Nipkow-Straße
Benannt nach dem Zeichner Heinrich Zille.
Heinrichplatz; Stadtteil Neue Neustadt; PLZ 39124
benannt nach Prinz Heinrich Karl Woldemar zu Schleswig-Holstein-Sonderburg Augustenburg, Generalmajor und Kommandant der Stadt Magdeburg, Ehrenbürger der Stadt Magdeburg seit 1858, mit der Eingemeindung wurde eine Namensänderung bisheriger Namen unausweichlich, damit nicht gleichlautende Namen zu Verwechslungen führten. So wurde aus der Wilhelmstraße und dem Wilhelmplatz die Heinrichstraße bzw. der Heinrichplatz.
Heinrichsberger Privatweg; Stadtteil Rothensee; PLZ 39126
Diese Straße wurde 1938 nach dem nördlich von Magdeburg an der Elbe in Sachsen-Anhalt gelegenen Dorf Heinrichsberg benannt.
Heinrichsberger Straße; Stadtteil Rothensee; PLZ 39126
1938 benannt nach dem nördlich von Magdeburg an der Elbe in Sachsen-Anhalt gelegenen Dorf Heinrichsberg.
Heinrichstraße; Stadtteil Neue Neustadt; PLZ 39124
benannt nach Prinz Heinrich Karl Woldemar zu Schleswig-Holstein-Sonderburg Augustenburg, Generalmajor und Kommandant der Stadt Magdeburg, Ehrenbürger der Stadt Magdeburg seit 1858. Mit der Eingemeindung wurde eine Namensänderung bisheriger Namen unausweichlich, damit nicht gleichlautende Namen zu Verwechslungen führten. So wurde aus der Wilhelmstraße und dem Wilhelmplatz die Heinrichstraße bzw. der Heinrichplatz.
Heinz-Kreft-Straße; Stadtteil Nordwest; PLZ 39128
Heute: Brueghelweg
 ?
Heinz-Krügel-Platz; Stadtteil Cracau; PLZ 39114
Vorplatz der MDCC-Arena benannt nach dem 2008 verstorbenen Erfolgstrainer des 1. FC Magdeburg Heinz Krügel.
Heinz-Sommer-Weg; Stadtteil Hopfengarten; PLZ 39120
Vormals: Alfried-Privatweg bis 1949
Benannt nach dem Widerstandskämpfer gegen den Nationalsozialismus Heinz Sommer.
Heiseweg; Stadtteil Ottersleben; PLZ 39116
Benannt nach der Bildhauerin und Malerin Katharina Heise.
Die Benennung erfolgte durch den Stadtrat am 8. Juni 2000, war jedoch umstritten. Die Treuhandliegenschaftsgesellschaft mbH (TLG) wollte ein neues Wohngebiet mit 9 neuen Straßen erschließen. Die TLG schlug zur Benennung im Wesentlichen Magdeburger Künstler, so auch Katharina Heise vor. Hiergegen wandte sich die Bürgerinitiative „Bürger für Ottersleben“ e. V. Sie schlug alte Flurbezeichnungen und dörfliche Begriffe zur Benennung vor. Der Heiseweg sollte danach „An der Darre“ heißen. Die CDU-Ratsfraktion brachte einen entsprechenden Änderungsantrag in den Stadtrat ein. Zur Begründung hieß es, Benennungen nach Personen seien in dem Gebiet eher unüblich und es fehle eine Verbindung zu Ottersleben. Der Änderungsantrag fand im Kommunal- und Rechtsausschuss eine Mehrheit. Im Stadtrat wurde der Antrag jedoch abgelehnt, so dass die Straße nach Katharina Heise benannt wurde.
Hektorweg; Stadtteil Reform; PLZ 39118
Die Straße wurde nach dem Asteroid (624) Hektor benannt, welcher seinerseits nach der Heldengestalt aus der griechischen Mythologie Hektor benannt ist. Auch die benachbarten Straßen tragen überwiegend Namen aus der Astronomie.
Helene-Weigel-Straße; Stadtteil Kannenstieg; PLZ 39128
Benannt nach der Schauspielerin und Intendantin Helene Weigel.
Heldenplatz; Stadtteil Alt Olvenstedt; PLZ 39130
Vormals: Wilhelmsplatz
Heute: Am Freiheitsplatz
 ?
Hellasweg; Stadtteil Neue Neustadt; PLZ 39124
Die Straße wurde nach dem traditionsreichen 1904 gegründeten Schwimmverein SC Hellas Magdeburg benannt.
Die Straße erhielt durch Beschluss des Stadtrates vom 11. April 2002 ihren Namen. Im Zuge der Entstehung des neuen Baugebiets Schöppensteg waren drei Erschließungsstraßen zu benennen. Aufgrund der direkten Nachbarschaft des Gebiets zum ehemaligen Hellas-Freibad sollten die Namen an die Magdeburger Schwimmsporttradition in Gestalt Magdeburger Schwimmvereine erinnern. Neben dem Hellasweg erhielt auch der Nixeweg und der Poseidonweg so seinen Namen.
Hellestraße; Stadtteile Sudenburg und Leipziger Straße; PLZ 39112
Benannt nach dem Zuckerfabrikanten Ernst Carl Helle, der an dieser Straße sein Unternehmen betrieb.
Hellmuthstraße; Stadtteil Westerhüsen; PLZ 39122
Heute:?
 ?
Helmersstraße; Stadtteil Nordwest; PLZ 39128
Heute: Jakob-Wassermann-Straße
Diese Straße war nach dem bei der Firma Junkers & Co. beschäftigten Piloten Arnold Helmers benannt. In dieser als Junkerssiedlung bezeichneten Wohngegend waren diverse Straßen nach Mitarbeitern der Junkerswerke benannt.

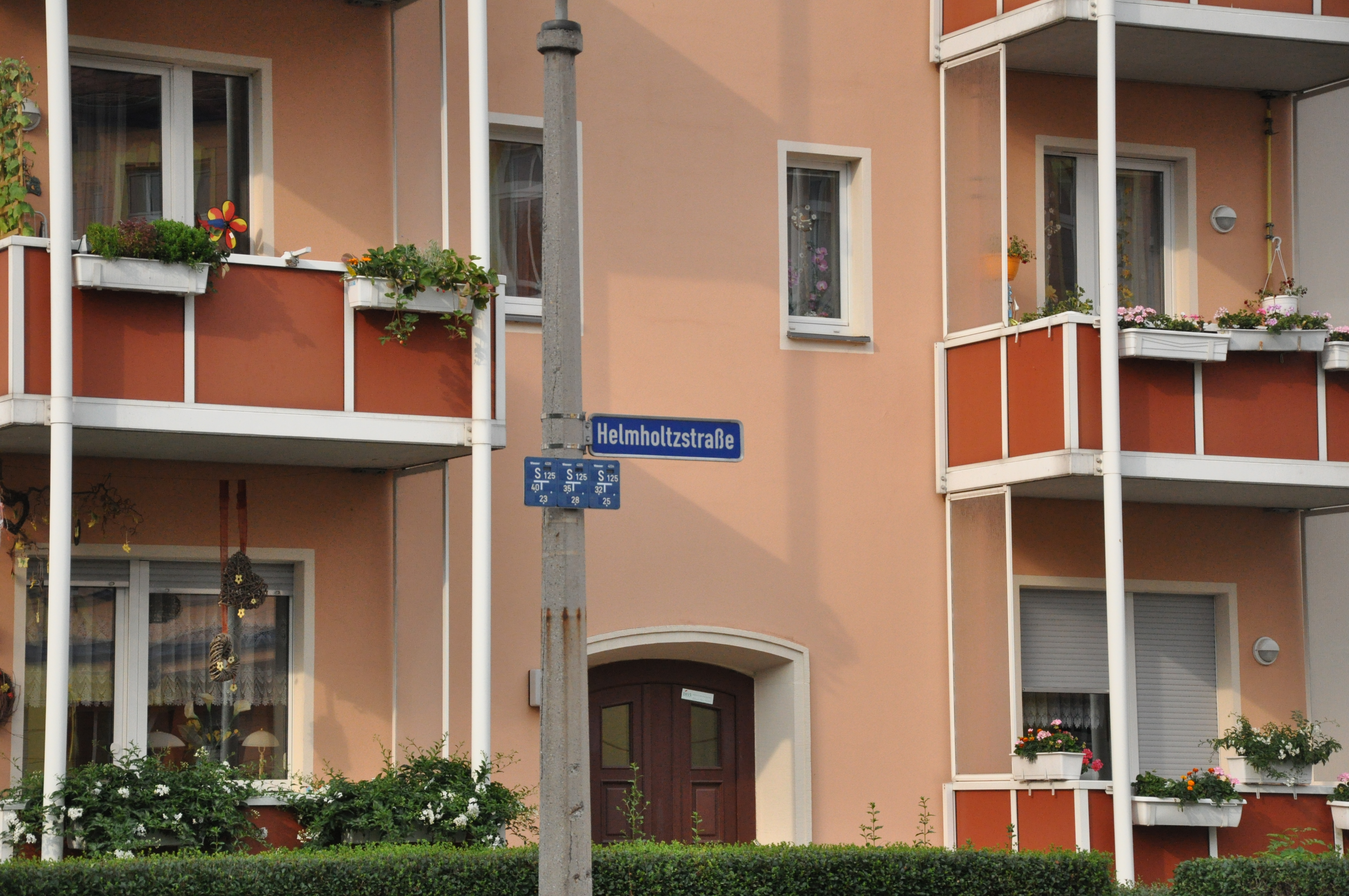
Straßenschild in der Helmholtzstraße

Helmholtzstraße; Stadtteil Leipziger Straße; PLZ 39112
Die Straße wurde nach dem deutschen Physiologen und Physiker Hermann von Helmholtz benannt.
Bekannte Personen, die hier lebten:
- Heinrich Germer; SED-Politiker und Stadtrat für Volksbildung und Kultur, wohnte zumindest 1950 in der Nr. 12

Helmstedter Chaussee; Stadtteil Alt Olvenstedt; PLZ 39130
Vormals: Straße der Thälmannpioniere
Benannt nach der an der Ostgrenze Niedersachsens gelegenen Kreisstadt Helmstedt. Die Straße diente bis zum Bau von Umgehungsstraßen als Bundesstraße 1 von Magdeburg über Helmstedt nach Braunschweig.
Helmstedter Straße; Stadtteil Alt Olvenstedt; PLZ 39130
Heute: ?
Benannt nach der an der Ostgrenze Niedersachsens gelegenen Kreisstadt Helmstedt.
Helmstedter Straße; Stadtteil Sudenburg; PLZ 39112
Benannt nach der an der Ostgrenze Niedersachsens gelegenen Kreisstadt Helmstedt.
Hemsdorfer Straße; Stadtteil Diesdorf; PLZ 39110
Die Straße verläuft beiderseits der Schrote in Diesdorf und ist nach dem ebenfalls an der Schrote westlich von Magdeburg gelegenen Dorf Hemsdorf benannt.
Hennigestraße; Stadtteil Neue Neustadt; PLZ 39124
Heute: Bremer Straße
Diese Straße war nach dem Königlichen Kommerzienrat Paul Hennige benannt.
Henning-von-Tresckow-Straße; Stadtteil Alte Neustadt; PLZ 39106
Vormals:
- Skagerrakplatz (östlicher Teil des Skagerrakplatzes)
- Haydnplatz (östlicher Teil des Haydnplatzes)

Benannt nach dem deutschen Generalmajor und Mitglied des Widerstands gegen das nationalsozialistische Regime Henning von Tresckow.
Henny-Porten-Straße; Stadtteil Buckau; PLZ 39104
Benannt nach der Filmschauspielerin, Drehbuchautorin und Filmproduzentin Henny Porten.
Herbartstraße; Stadtteil Fermersleben; PLZ 39122
Vormals: Herbertstraße
Die Straße wurde nach dem Philosophen, Psychologen und Pädagogen Johann Friedrich Herbart benannt.
Herbert-Landwehr-Straße; Stadtteil Stadtfeld West; PLZ 39110
Benannt nach dem Gründer der CDU in Magdeburg, Herbert Landwehr.
Herbertstraße; Stadtteil Fermersleben; PLZ 39122
Heute: Herbartstraße
Diese Straße war nach dem Staatssekretär und Staatsminister Fürst Herbert von Bismarck (1849–1904) benannt. Bei der Umbenennung wurde ein neuer Name gewählt, bei dem sich lediglich ein Buchstabe veränderte.
Herderstraße; Stadtteil Stadtfeld Ost; PLZ 39108
Benannt nach dem Dichter, Übersetzer und Theologen Johann Gottfried von Herder.
Bekannte Personen, die hier lebten:
- Rudolf Eberhard, Oberbürgermeister und Landtagsabgeordneter, wohnte in der Herderstraße Nr. 20.
- Willy Wolterstorff, Herpetologe, Geologe und Konservator am Naturkundemuseum, lebte zumindest um die Jahre 1914 und 1916 im 2. Stockwerk des Hauses Nr. 38.

Hermann-Bruse-Platz; Stadtteil Neustädter Feld; PLZ 39128
Der Platz wurde nach dem Maler und Graphiker Hermann Bruse benannt.
Hermann-Gieseler-Straße; Stadtteil Fermersleben; PLZ 39122
Vormals: Am Fort
Heute: Am Fort
Die Straße war nach dem Gewerkschaftsfunktionär Hermann Gieseler benannt. Nach dem Ende der DDR erhielt sie wieder ihren alten Namen.
Hermann-Göring-Straße; Stadtteil Sudenburg; PLZ 39116
Heute: Tucholskystraße
Diese ursprünglich zur Gemarkung Ottersleben gehörende Straße war in der Zeit des Nationalsozialismus nach dem nationalsozialistischen Politiker Hermann Göring benannt.
Hermann-Hesse-Straße; Stadtteil Reform; PLZ 39118
Vormals: Otto-Grotewohl-Straße
Benannt nach dem Schriftsteller Hermann Hesse.
Hermann-Löns-Straße; Stadtteil Sudenburg; PLZ 39116
Die Straße ist nach dem Schriftsteller Hermann Löns benannt.
Hermann-Matern-Straße; Stadtteile Sudenburg und Leipziger Straße; PLZ 39112
Jetzt: Wiener Straße
Die Straße war nach dem SED-Politiker Hermann Matern benannt. Nach dem Ende der DDR erhielt sie wieder ihren alten Namen.
Hermann-Roeder-Straße; Stadtteil Nordwest; PLZ 39128
Heute: Rungeweg
Diese Straße war nach dem bei der Firma Junkers & Co. beschäftigten Piloten Hermann Roeder benannt. In dieser als Junkerssiedlung bezeichneten Wohngegend waren diverse Straßen nach Mitarbeitern der Junkerswerke benannt.
Hermannstraße; Stadtteil Salbke; PLZ 39122
 ?
Hermelinweg; Stadtteil Hopfengarten; PLZ 39120
Vormals: Joachimsthaler Straße
Benannt nach der Marderart Hermelin.
Herrenkrug; Stadtteil Herrenkrug; PLZ 39114
Dieses Gebiet am östlichen Ufer der Elbe ist alter Besitz der Stadt Magdeburg und wurde vom Magistrat der Stadt zur Heu- und Holzgewinnung, sowie zur Beweidung genutzt. Aufgrund verschiedener Diebstähle wurde 1676 im Auftrag des Rates ein Wärterhaus errichtet. Hier wurde dann ein Wirtshaus eingerichtet, welches von den Fuhrleuten der anliegenden nach Burg führenden Landstraße genutzt wurde. Dieses städtische Wirtshaus wurde Neuer Krug oder, da es sich im Besitz der Ratsherren befand, Herrenkrug genannt. Dieser Name hielt sich bis heute und wurde auch dem dort später entstandenen Park, dem Herrenkrugpark, gegeben.
Herrenkrug Chaussee; Stadtteile Brückfeld und Herrenkrug; PLZ 39114
Heute: Herrenkrugstraße
Siehe Herrenkrugstraße und Herrenkrug.
Herrenkrugbrücke; Stadtteile Werder, Brückfeld und Herrenkrug
Später:
- Brücke der Magdeburger Pioniere
- Brücke des Friedens

Heute:
- Friedensbrücken

Die an dieser Stelle befindlichen Brückenbauwerke führten von der Stadt Magdeburg zum Herrenkrug über die Alte Elbe. Es ergab sich so der Name Herrenkrugbrücke, der jedoch später einer politisch motivierten Benennung weichen musste.
Herrenkrugparkstraße
Diese Bezeichnung ergibt sich aus dem Straßenverzeichnis zum Stadtplan der Stadt Magdeburg von 1911/1912, ohne dass jedoch eine konkrete Straße dieses Namens dem Plan zu entnehmen wäre.
Herrenkrugsteg; Stadtteile Herrenkrug und Industriehafen; PLZ 39114 und 39126
Die Fußgängerbrücke über die Elbe die den östlichen Teil der Stadt Magdeburg mit dem Gebiet des Herrenkrug (siehe dort) verbindet, erhielt den Namen Herrenkrugsteg.
Herrenkrugstraße; Stadtteile Brückfeld und Herrenkrug; PLZ 39114
Vormals: Herrenkrug Chaussee
Die Straße führt von Magdeburg kommend durch den Herrenkrugpark zum Herrenkrug (siehe dort).
Herrenkrugweg
Diese Bezeichnung ergibt sich aus dem Straßenverzeichnis zum Stadtplan der Stadt Magdeburg von 1911/1912, ohne das jedoch eine konkrete Straße dieses Namens dem Plan zu entnehmen wäre.
Hertzstraße; Stadtteil Leipziger Straße; PLZ 39112
Vormals: Lüderitzstraße
 ?
Herweghstraße; Stadtteil Cracau; PLZ 39114
Vormals: Annabergstraße
Benannt nach dem Dichter und Revolutionär Georg Herwegh.
Hesekielstraße; Stadtteil Sudenburg; PLZ 39112
Vormals: Marktstraße (bis 1890)
Die Straße wurde – noch zu dessen Lebzeiten – nach dem evangelischen Theologen Johannes Karl Friedrich Hesekiel benannt, der zeitweise Pfarrer an der in der Nähe der Straße befindlichen Kirche St. Ambrosius war und maßgeblich für den Neubau des Kirchengebäudes verantwortlich zeichnete.
Hettstedter Straße; Stadtteil Buckau; PLZ 39104
Vormals: Karl-Schmidt-Straße (deren südlicher Teil)
Benannt nach der im südlichen Sachsen-Anhalt gelegenen Stadt Hettstedt.
Heumarkt; Stadtteil Brückfeld; PLZ 39114
Heute: Brückstraße
 ?
Heydeckstraße; Stadtteil Altstadt; PLZ 39104
Der Straßenname geht auf den Freiherrn Hans von Heydeck zurück. Der „Heydeck“ war dann jedoch ein um 1550 an dieser Stelle an der Südwestspitze der Stadtbefestigung erbautes Bollwerk, welches später durch die Bastion „Anhalt“ ersetzt wurde (siehe auch Anhaltstraße).
Heyneckes Garten; Stadtteil Cracau; PLZ 39114
Die Straße gehört zur Kolonie „Zur Pappel“ und liegt zwischen dem Schwarzkopfweg und der Thomas-Mann-Straße
Hildesheimer Straße; Stadtteil Sudenburg; PLZ 39116
Vormals:
Westerhüser Straße (bis 1927)
Otto-Richter-Straße (bis 31. Oktober 1933)
Heute:
Otto-Richter-Straße
Die Straße war in der Zeit des Nationalsozialismus nach der Stadt Hildesheim benannt. Die während der Weimarer Republik eingeführte Benennung nach dem SPD-Politiker Otto Richter sollte damit verschwinden. Nach Kriegsende erhielt die Straße wieder ihren alten Namen.
Hillersleber Straße; Stadtteil Rothensee; PLZ 39126
Diese Straße wurde 1938 nach dem östlich von Haldensleben gelegenen Dorf Hillersleben benannt.
Hilligerstraße; Stadtteil Westerhüsen; PLZ 39122
 ?
Himbeerweg; Stadtteil Hopfengarten; PLZ 39120
Benannt nach der Himbeere, einer Art der Gattung Brombeeren.
Himmelreichstraße; Stadtteil Altstadt; PLZ 39104
Vormals:
- Auf dem Brande
- Himmelreichs Straße; ab 1768

Der Name der Straße beruht auf einem alten Hauszeichen „Zum Himmelreich“ des Gebäudes Zum Himmelreich (Breiter Weg 181), welches das südliche Eckgebäude Breiter Weg/Himmelreichs Straße war. Das Gebäude besteht heute nicht mehr. Der Name Himmelreichs Straße wird erstmals 1768 aufgeführt. Vorher hieß die Gegend, bedingt durch einen größeren Brand Auf dem Brande.
Hindenburgbrücke; Stadtteile Altstadt und Werder; PLZ 39104, 39114
Vormals: *Königsbrücke
Später: *Nordbrücke
Heute: *Jerusalembrücke
Die Brücke war nach dem Generalfeldmarschall und 2. Reichspräsidenten der Weimarer Republik Paul von Hindenburg benannt.
Hindenburgstraße; Stadtteil Alt Olvenstedt; PLZ 39130
Heute: ?
Die Straße war nach dem Generalfeldmarschall und 2. Reichspräsidenten der Weimarer Republik Paul von Hindenburg benannt.
Bekannte Personen, die hier lebten:
- Emil Rungwerth; Heimatforscher, wohnte zumindest 1939 in der Nr. 25

Hindenburgstraße; Stadtteil Stadtfeld Ost; PLZ 39108
Vormals:* Steinkuhlenstraße
Später:* Landsbergstraße
Heute: *Albert-Vater-Straße (seit 1964)
Dies ist einer der ehemaligen Namen der jetzigen Albert-Vater-Straße. Die Straße war nach dem Generalfeldmarschall und 2. Reichspräsidenten der Weimarer Republik Paul von Hindenburg benannt.
Hinter den drei Brücken; Stadtteil Diesdorf; PLZ 39110
 ?
Hinter den Holzstrecken; Stadtteil Werder; PLZ 39114
Vormals: Hubbestraße
Der Name geht auf einen ursprünglich in der Nähe befindlich Holzlagerplatz zurück. Zunächst befand sich Ende des 17. Jahrhunderts ein Holzlagerplatz am westlichen Elbufer. Der Festungskommandant Leopold I. (Alter Dessauer) befürchtete jedoch wegen der Nähe dieses Holzplatzes zur Altstadt eine Brandgefahr und erzwang daher die Verlegung des Platzes auf die Elbinsel Werder, worauf der Straßenname beruht.
Hirschbreite; Stadtteil Hopfengarten; PLZ 39120
Vormals: Iglauer Straße
Benannt nach der Paarhufern Hirsche.
Hirtenstraße; Stadtteil Alt Olvenstedt; PLZ 39130
 ?
Hösebergweg; Stadtteil Diesdorf; PLZ 39110
 ?
Hötensleber Straße; Stadtteil Stadtfeld West; PLZ 39110
Benannt nach dem südlich von Helmstedt in Sachsen-Anhalt gelegenen Dorf Hötensleben.
Hoffnung-Privatweg; Stadtteil Reform; PLZ 39118
Diese Straße ist benannt nach der einst dort befindlichen Gartengenossenschaft „Hoffnung“ und hervorgegangen aus dem entsprechenden privaten Gartenweg. Durch das Gebiet der Gartengenossenschaft verlief früher ein kleines Rinnsal namens Krumme Sautränke. Der Graben wurde irgendwann zugeschüttet und existiert nicht mehr.
Hohe Leuchte; Stadtteil Alt Olvenstedt; PLZ 39130
Unmittelbar im Zentrum von Alt Olvenstedt gelegen.
Hohe Straße; Stadtteil Neue Neustadt; PLZ 39124
 ?
Hohefeld-Privatweg; Stadtteil Berliner Chaussee; PLZ 39114
Die Straße befindet sich auf einem Flurstück, das früher als das „Hohefeld zu Krakau“ bezeichnet wurde.
Hohendodelebener Straße; Stadtteil Diesdorf; PLZ 39110
Heute: ?
Diese Straße war nach dem westlich von Magdeburg gelegenen Dorf Hohendodeleben benannt.
Hohendodeleber Chaussee; Stadtteile Ottersleben und Diesdorf; PLZ 39116 und 39110
Die Straße ist nach dem westlich von Magdeburg gelegenen Dorf Hohendodeleben benannt. Die Straße führt direkt von Klein Ottersleben nach Hohendodeleben.
Hohendodeleber Straße; Stadtteil Ottersleben; PLZ 39116
Heute: Niendorfer Straße
Diese Straße führt aus Ottersleben in Richtung Hohendodeleben und trug daher ihren Namen. Wohl im Zuge der Eingemeindung Otterslebens nach Magdeburg wurde sie umbenannt, um Verwechslungen mit einer in Magdeburg bereits bestehenden gleichnamigen Straße zu vermeiden.
Hohendodeleber Straße; Stadtteile Stadtfeld West und Sudenburg; PLZ 39110
Vormals: Gerhard-Händler-Straße
Die Straße ist nach dem westlich von Magdeburg gelegenen Dorf Hohendodeleben benannt. Die Straße führte von Magdeburg kommend nach Hohendodeleben.
Hohendodeleber Weg; Stadtteil Diesdorf; PLZ 39110
Die Straße ist nach dem westlich von Magdeburg gelegenen Dorf Hohendodeleben benannt. Die Straße führte von Magdeburg kommend in Verlängerung der Hohendodeleber Straße nach Hohendodeleben.
Hohenelber Straße; Stadtteil Hopfengarten; PLZ 39120
Heute: Dachsbreite
Die Straße war nach dem im Riesengebirge gelegenen Ort Hohenelbe benannt. In der Zeit der DDR wurde sie umbenannt. Namen von Orten, aus denen die deutsche Bevölkerung nach dem Zweiten Weltkrieg vertrieben worden war oder die nicht mehr zu Deutschland gehörten, sollten nicht mehr erscheinen.
Hohenstaufenring; Stadtteil Alte Neustadt; PLZ 39106
Benannt nach dem Adelsgeschlecht der Staufer.
Hohenwarsleber Weg; Stadtteil Alt Olvenstedt; PLZ 39130
Heute: ?
Diese Straße war nach dem westlich von Olvenstedt befindlichen Dorf Hohenwarsleben benannt.
Hohenwarther Straße; Stadtteil Rothensee; PLZ 39126
Benannt nach dem nördlich von Magdeburg an der Elbe gelegenen Dorf Hohenwarthe.
Hohenwender Weg; Stadtteil Diesdorf; PLZ 39110
 ?
Hohenzollernstraße; Stadtteil Altstadt; PLZ 39104
später:
- Stresemannstraße
- Julius-Bremer-Straße (westlicher Teil)

jetzt:
- Stresemannstraße

Diese frühere Bezeichnung der heutigen Stresemannstraße geht auf das deutsche Adelsgeschlecht Hohenzollern zurück. Nachdem die Straße bereits einmal Stresemannstraße geheißen hatte, wurde sie in der Zeit der DDR in Julius-Bremer-Straße umbenannt. Nach der Wende von 1989 erhielt die Straße ihren heutigen Namen.
Hohepfortestraße; Stadtteil Alte Neustadt und Altstadt; PLZ 39106 und 39104
Die Bezeichnung geht auf das hier ursprünglich bestehende Stadttor „Hohe Pforte“ zurück, durch welches die Straße von Magdeburg nach Neustadt verlief.
Hohepfortewall; Stadtteil Altstadt; PLZ 39104
Die Bezeichnung geht auf das Stadttor „Hohe Pforte“ zurück, welches hier ursprünglich einmal stand und durch welches die Straße von Magdeburg nach Neustadt verlief.
Hohes Feld; Stadtteil Alt Olvenstedt; PLZ 39130
 ?
Hohestieg; Stadtteil Salbke; PLZ 39122
Vormals: Hoher Stieg
Die Straße wurde im Jahr 1938 benannt.
Hoheuferstraße; Stadtteil Fermersleben; PLZ 39122
Die Straße führt in Richtung des Ufers der Elbe.
Hohlweg; Stadtteil Diesdorf; PLZ 39110
 ?
Holbeinstraße; Stadtteil Sudenburg; PLZ 39112
Benannt nach dem deutschen Maler Hans Holbein.
Hollehochstraße; Stadtteil Diesdorf; PLZ 39110
Die Benennung erfolgte nach der Flurbezeichnung Hollenhoch, die für ein Gebiet an der Gemarkungsgrenze zu Niederndodeleben besteht. Es wird angenommen, dass diese Bezeichnung auf die germanische Bezeichnung Figur der Frau Holle zurückgeht und das Flurstück möglicherweise eine Bedeutung als Opferstätte hatte.
Holsteiner Straße; Stadtteil Westerhüsen; PLZ 39122
Die Straße wurde nach dem Landesteil von Schleswig-Holstein Holstein benannt.
Holunderweg; Stadtteil Reform; PLZ 39118
Benannt nach der Pflanzengattung Holunder.
Holzhof; Stadtteil Altstadt; PLZ 39104
Vormals: Am Holzhof
Heute: keine amtliche Benennung; Teil der Elbuferpromenade südlich des Petriförder
Die direkt an der Elbe gelegene Straße wurde nach der Zerstörung der Magdeburger Innenstadt nicht wieder aufgebaut. Es erfolgte eine Neugestaltung und damit Überbauung des Elbufers mit dem Ziel, eine moderne, sozialistische Großstadt zu schaffen.
Im Stadtplan Otto von Guerickes aus dem Jahr 1632 wird für die Stelle dieser Straße ein Schuttabladeplatz („Lappen Bergk“) vermerkt. Bereits Ende des 17. Jahrhunderts war dann jedoch ein Platz zur Ab- und Zwischenlagerung von Langholz (Holzstrecken) angelegt worden, woraus sich der Name Holzhof ergibt. Der Festungskommandant Leopold I. (Alter Dessauer) befürchtete jedoch wegen der Nähe des Holzplatzes zur Altstadt eine Brandgefahr und erzwang daher die Verlegung des Platzes auf die Elbinsel Werder, worauf der dortige Straßenname Hinter den Holzstrecken beruht.
Am Holzhof befanden sich bis zur Zerstörung 1945 prächtige Barockhäuser. Der Flur des Hauses Nr. 6 war vollständig mit Delfter Fliesen versehen. Sowohl dieses Haus als auch das Haus Nr. 7 waren vom Kriegs-Domänenrat Christoph Goßler errichtet worden, dessen Wappen sich am Haus Nr. 7 befand.
Holzweg; Stadtteile Nordwest, Neustädter Feld, Großer Silberberg und Neu Olvenstedt; PLZ 39128
 ?
Holzweg; Stadtteil Ottersleben; PLZ 39116
Heute: An der Wanzleber Chaussee und Am Costerberg
Der Name Holzweg wurde im Zuge der Eingemeindung Otterslebens nach Magdeburg auf Grund der Namensgleichheit mit der im Stadtteil Nordwest gelegenen Straße Holzweg aufgegeben. Zunächst erhielt sie gar keinen neuen Namen; später wurde sie in zwei Straßen aufgeteilt.
Hopfenbreite; Stadtteile Leipziger Straße und Hopfengarten; PLZ 39120
Vormals: Cäcilienstraße
Benannt nach der Pflanzengattung Hopfen. Der Name Hopfen findet in dieser Gegend Verwendung, da das Gebiet über mehrere Jahrhunderte einem Kloster als Hopfenanbaugebiet für die Klosterbrauerei diente. Noch heute trifft man in den Gärten regelmäßig wilden Hopfen an.
Hopfenpark; Stadtteil Leipziger Straße; PLZ 39120
Die Straße wurde durch Beschluss des Stadtrates vom 10. Januar 2002 nach der Pflanzengattung Hopfen benannt. Auf dem Gelände befand sich ursprünglich eine Kindereinrichtung. Durch den dort erfolgenden Bau einer Reihenhaussiedlung wurde die Benennung der neu entstandenen Erschließungsstraße erforderlich. Der Bauträger hatte in Zusammenarbeit mit zukünftigen Bewohnern und Hausbesitzern einen Wettbewerb zur Namensfindung durchgeführt. Die gebildete Jury entschied sich einstimmig für die Bezeichnung Hopfenpark, in Anlehnung an die benachbarte „Hopfenbreite“ und den in der Nähe befindlichen Stadtteil Hopfengarten. Diesem Vorschlag folgte auch der Stadtrat.
Der Name Hopfen findet in dieser Gegend Verwendung, da das Gebiet über mehrere Jahrhunderte einem Kloster als Hopfenanbaugebiet für die Klosterbrauerei diente. Noch heute trifft man in den Gärten regelmäßig wilden Hopfen an.
Hopfenplatz; Stadtteil Hopfengarten; PLZ 39120
Benannt nach der Pflanzengattung Hopfen. Der Name Hopfen findet in dieser Gegend Verwendung, da das Gebiet über mehrere Jahrhunderte einem Kloster als Hopfenanbaugebiet für die Klosterbrauerei diente. Noch heute trifft man in den Gärten regelmäßig wilden Hopfen an.
Horst-Wessel-Platz; Stadtteil Ottersleben; PLZ 39116
Später: Geschwister-Scholl-Platz
Heute: Eichplatz
Die Straße war in der Zeit des Nationalsozialismus nach dem NSDAP-Mitglied und Texter des Horst-Wessel-Liedes, der Parteihymne der NSDAP, benannt.
Horst-Wessel-Straße; Stadtteil Alt Olvenstedt; PLZ 39130
Heute: ?
Die Straße war in der Zeit des Nationalsozialismus nach dem NSDAP-Mitglied und Texter des Horst-Wessel-Liedes, der Parteihymne der NSDAP, benannt.
Horst-Wessel-Straße; Stadtteil Ottersleben; PLZ 39116
Vormals: Kirchhofstraße
Heute: Frankefelde
Die Straße war in der Zeit des Nationalsozialismus nach dem NSDAP-Mitglied und Texter des Horst-Wessel-Liedes, der Parteihymne der NSDAP, benannt.
Horst-Wessel-Straße; Stadtteil Stadtfeld Ost; PLZ 39108
Heute: Rödelstraße
Die Straße war in der Zeit des Nationalsozialismus nach dem NSDAP-Mitglied und Texter des Horst-Wessel-Liedes, der Parteihymne der NSDAP, benannt.
Hospitalstraße; Stadtteil Neue Neustadt; PLZ 39124
 ?
Hosse-Privatweg; Stadtteil Salbke; PLZ 39122
 ?
Hubbestraße; Stadtteil Werder; PLZ 39114
Heute: Hinter den Holzstrecken
Diese Straße war nach dem Magdeburger Unternehmer und Kommerzienrat Christoph Wilhelm Otto Hubbe benannt.
Hubertusstraße; Stadtteil Westerhüsen; PLZ 39122
 ?
Hugenottenstraße; Stadtteil Neue Neustadt; PLZ 39124
Vormals: Georg-Schumann-Straße
Benannt nach den französischen Protestanten Hugenotten.

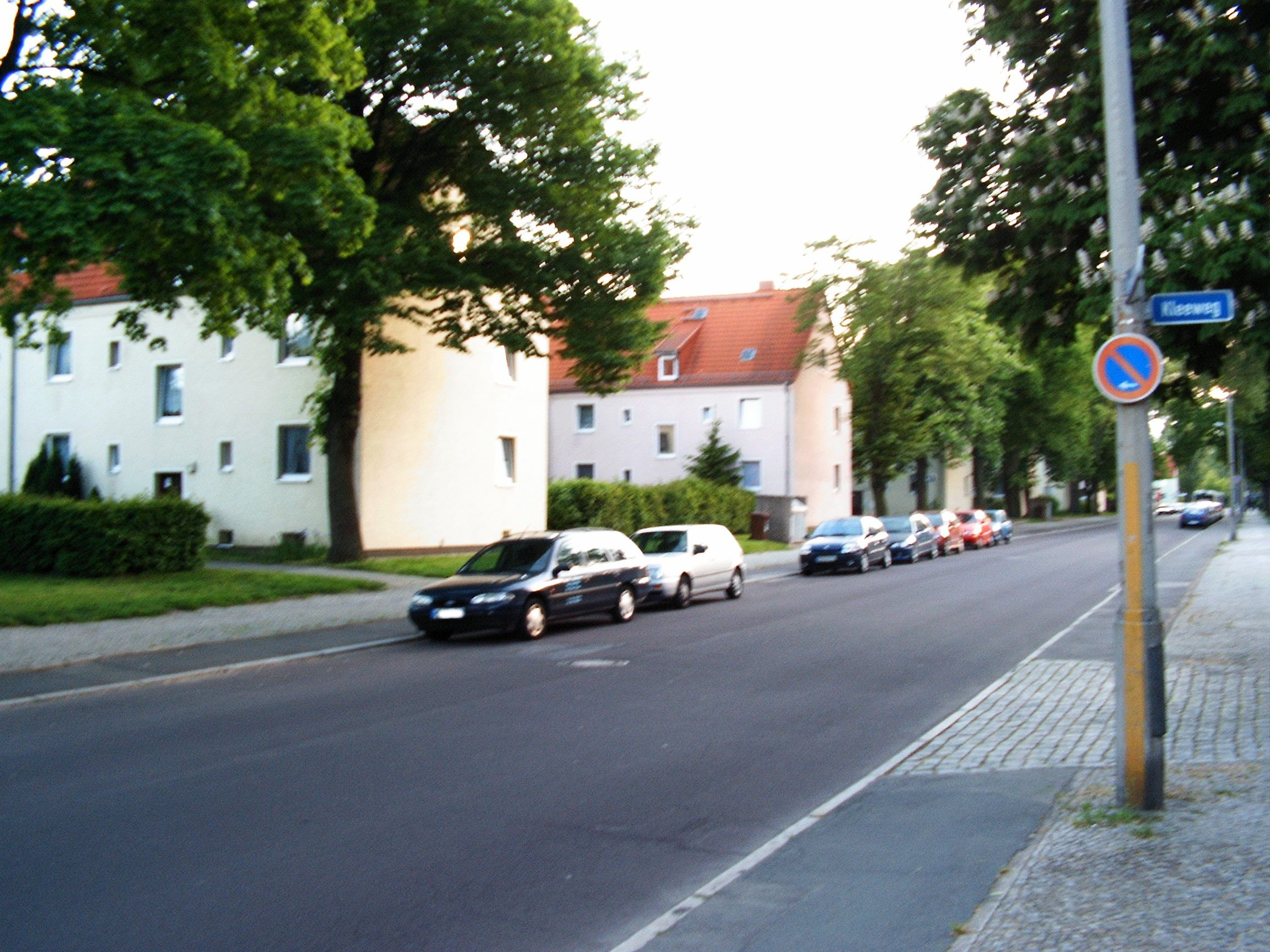
Hugo-Junkers-Allee

Hugo-Junkers-Allee; Stadtteil Nordwest; PLZ 39128
Vormals:
- Hugo-Junkers-Allee
- Heinrich-Germer-Straße

Die Straße wurde nach dem deutschen Ingenieur und Unternehmer Hugo Junkers benannt.
Hugo-Launicke-Straße; Stadtteil Neustädter Feld; PLZ 39128
Heute: Thietmarstraße
Diese Straße war in der Zeit der DDR nach dem Widerstandskämpfer gegen den Nationalsozialismus und späteren SED-Politiker Hugo Launicke benannt.
Hugo-Schaefer-Straße; Stadtteil Nordwest; PLZ 39128
Heute: Tischbeinweg
Diese Straße war nach dem deutschen Militärpiloten des Ersten Weltkrieges Hugo Schaefer benannt. Viele der benachbarten Straßen in der Junkerssiedlung trugen ebenfalls Namen von Piloten. Überwiegend waren die Namensgeber für den Flugzeugbauer Junkers & Co. tätig.
Hugo-Vogel-Straße; Stadtteil Stadtfeld West; PLZ 39110
Benannt nach dem Maler Hugo Vogel.
Hultschiner Straße; Stadtteil Stadtfeld West
Heute: ?
Die Straße war nach dem in Schlesien gelegenen, heute zu Tschechien gehörenden Ort Hultschin benannt. In der Zeit der DDR wurde sie umbenannt. Namen von Orten, aus denen die deutsche Bevölkerung nach dem Zweiten Weltkrieg vertrieben worden war oder die nicht mehr zu Deutschland gehörten, sollten nicht mehr erscheinen.

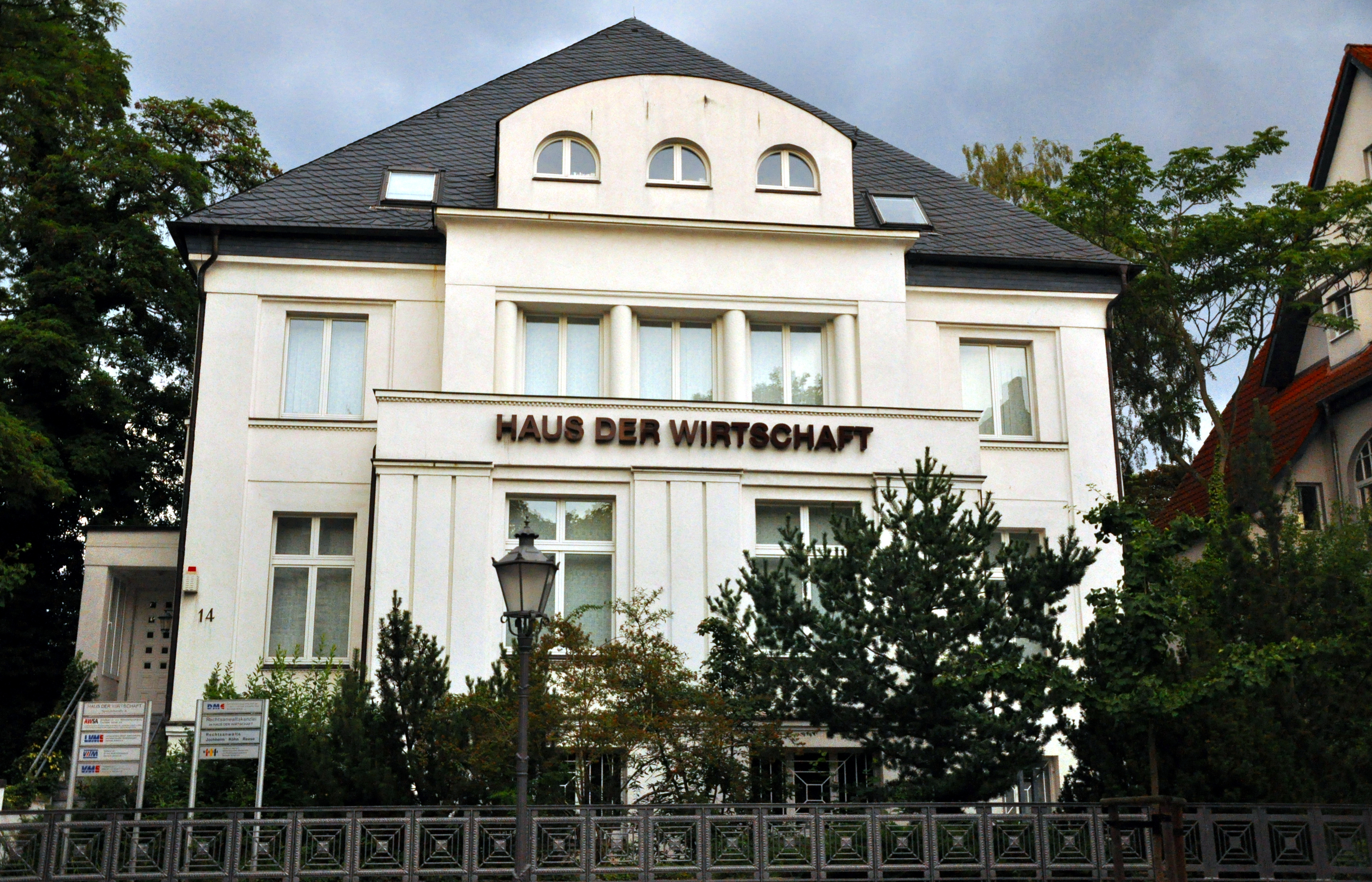
Haus der Wirtschaft in der Humboldtstraße

Humboldtstraße; Stadtteil Leipziger Straße; PLZ 39112
Benannt nach dem Wissenschaftler Alexander von Humboldt.
Hummelweg; Stadtteil Hopfengarten; PLZ 39120
Vormals: Graßlitzer Straße
Benannt nach der zu den Bienen gehörenden Gattung der Insekten Hummeln.
Hundisburger Straße; Stadtteil Neue Neustadt; PLZ 39124
Die Straße wurde nach dem südlichen Ortsteil von Haldensleben Hundisburg benannt.
Hünefeldstraße; Stadtteil Sudenburg; PLZ 39116
Heute: Bundschuhstraße
Diese ursprünglich zu Ottersleben gehörende Straße war nach dem 1929 verstorbenen deutschen Flugpionier Ehrenfried Günther Freiherr von Hünefeld benannt.
Hundorfer Weg; Stadtteil Diesdorf; PLZ 39110
 ?
Husumer Straße; Stadtteil Westerhüsen; PLZ 39122
Vormals: Kanzlerstraße
Benannt nach der in Schleswig-Holstein an der Nordsee gelegenen Stadt Husum.
Huttenstraße; Stadtteil Stadtfeld Ost; PLZ 39108
Die Straße wurde nach dem Humanisten Ulrich von Hutten benannt.